# 1853 en droit
Cet article présente les faits marquants de l'année 1853 en droit.

## Événements
- 1er mai : la Confédération des Provinces-Unies du Río de la Plata adopte une constitution fédérale qui abolit l’esclavage[1].

- 16 mai : le travail des enfants est réglementé en Allemagne, où il est interdit pour les enfants de moins de 10 ans et limité à 6 heures par jour[2].
- 21 mai : nouvelle Constitution progressiste de la République de Nouvelle-Grenade[3].
- 1er juin : suppression du paritarisme dans les conseils de prud'hommes[2]

## Décès
- 24 février : Pierre-Joseph Boyer, magistrat français, président de la Cour de cassation (°14 novembre 1754).
- 4 mai : Jean-Charles Bougrain de Bures, avocat et magistrat français, conseiller puis président de la cour royale d'Angers (° 24 octobre 1785).